# Липягов, Сергей Семёнович
Сергей Семёнович Липягов (март 1867 — после 1919) — инспектор духовного училища, депутат Государственной думы III созыва от Вятской губернии.

## Биография
Родился в семье священника Симеона (Семёна) Самсоновича Липягова (1841—1904) и его жены Ольги, урождённой Фёдоровой (1843—?). Отец Симеон с 1868 года служил настоятелем Успенского храма села Глебово-Городище Зарайского уезда Рязанской губернии. Сергей окончил Рязанскую духовную семинарию. Выпускник Московской духовной семинарии. При выпуске получил степень кандидата богословия. Окончив Духовную академию три года был преподавателем Вятского духовного училища, позднее служил помощником его смотрителя и затем  в течение 12 лет инспектором с годовым окладом 1500 рублей. Имел чин статского советника. Был близок к конституционно-демократической партии.
Был выборщиком в Государственную думу I созыва.
В момент выборов в Думу (1907) был холост.
14 октября 1907 года избран в Государственной думы III созыва от общего состава выборщиков Вятского губернского избирательного собрания. Вошёл в состав конституционно-демократической фракции, член её бюро. Член думских комиссий по делам православной церкви, по народному образованию, по исполнению государственной росписи доходов и расходов, для рассмотрения  законопроекта о гимназиях  и подготовительных училищах. Выступил с докладами от имени комиссий по делам православной церкви и по народному образованию.
Арестован 22 ноября 1918 года Вятской губернской ЧК с формулировкой "за принадлежность к партии кадетов до окончания остроты момента для г. Вятки", освобождён из-под стражи  25 февраля 1919 года. Реабилитирован 26 сентября 1992 года.
Дальнейшая судьба и дата смерти неизвестны.

## Семья
- Жена? — Елена Николаевна Липягова, заготовитель в Вятском уездном продовольственном комитете. Арестована 22.08.1918 г. Приговорена: Уральская обл. ЧК 7.10.1918 г., обвинению: за принадлежность к партии кадетов. Приговор: из-под ареста освобождена с передачей на поруки членов союза служащих Вятского уездного Продовольственного комитета с подпиской о невыезде из г. Вятки. Реабилитирована 14 июля 1992 г[6].
- Сестра  — Клавдия Семёновна Кудрина, урождённая Липягова (1867—?)[1].
- Брат  — Фёдор Семёнович Липягов (1870—?)[1], священник[2].
- Сестра  — Екатерина Семёновна Липягова (1872—?)[1].
- Брат  — Михаил Семёнович Липягов (1874—?)[1],
- Брат  — Александр Семёнович Липягов (1877—?)[1],
- Сестра  — Наталья Семёновна Ситковская, урождённая Липягова (12.08.1879—?)[1].

### Архивы
- Российский государственный исторический архив. Фонд 1278, Опись 9. Дело 439.